# Wspólnota administracyjna Emmerting
Wspólnota administracyjna Emmerting – wspólnota administracyjna (niem. Verwaltungsgemeinschaft) w Niemczech, w kraju związkowym Bawaria, w rejencji Górna Bawaria, w regionie Südostoberbayern, w powiecie Altötting. Siedziba wspólnoty znajduje się w miejscowości Emmerting.
Wspólnota administracyjna zrzesza dwie gminy wiejskie (Gemeinde): 
- Emmerting, 4 136 mieszkańców, 14,08 km²
- Mehring, 2 244 mieszkańców, 23,37 km²